# Operación Clavel
La Operación Clavel fue una campaña de auxilio a los damnificados por las inundaciones que tuvieron lugar en Sevilla (España), el 25 de noviembre de 1961, como consecuencia del desbordamiento del arroyo Tamarguillo, afluente del Guadalquivir. Estuvo organizada por Manuel Zuasti, director de la emisora Radio España y el periodista Bobby Deglané. Culminó con una caravana de 142 camiones, acompañados por unos 150 turismos y 82 motos que transportaban alimentos, enseres y juguetes para las personas afectadas. Esta caravana partió de Madrid el 18 de diciembre de 1961 e hizo su entrada en Sevilla al día siguiente en medio de una enorme expectación.
A las 13 horas 20 minutos de ese día, en un lugar situado entonces a las afueras de Sevilla, en la autopista de San Pablo, muy cerca de donde actualmente se encuentra el Palacio de Deportes de Sevilla, una avioneta que había despegado aquella misma mañana del aeródromo de Cuatro Vientos en Madrid y acompañaba a la caravana, realizó un vuelo rasante sobre la multitud, presumiblemente para tomar fotografías, enredándose durante esta maniobra con unos cables de alta tensión, precipitándose contra el público y provocando un aparatoso accidente en el que murieron en un primer momento 20 personas y más de 100 resultaron heridas de diferente consideración, algunas muy graves. Todos los actos festivos previstos quedaron suspendidos, aunque la entrega de socorros se realizó según lo proyectado.

## El programa de radio
Desde primeros de diciembre de 1961, el locutor Bobby Deglané, presentaba desde el auditorio de la emisora Radio España de Madrid, el programa diario Operación Clavel, que comenzaba a las diez y media de la noche y se prolongaba incluso hasta las cuatro de la madrugada. Este programa era a su vez retransmitido por otras emisoras, como Radio Nacional de España. En él se recaudaban donativos destinados a las familias sevillanas damnificadas por la inundación del 25 de noviembre de 1961, la cual tuvo lugar como consecuencia de las intensas lluvias que provocaron el desbordamiento del arroyo Tamarguillo.
Fue tal el éxito de la emisión que el valor monetario total de lo obtenido superó los diez millones de pesetas de la época. Se recibieron aportaciones pequeñas y cuantiosas, tanto en mercancías como en metálico. Se hizo conocido el caso de un vendedor de chucherías del Retiro de Madrid conocido como Pirulo que donó 5000 globos para los niños, por otra parte algunas colaboraciones fueron de hasta 200.000 pesetas en mercancías. También se ofrecieron desinteresadamente numerosos artistas y se proyectaron dos festivales que debían celebrarse en Córdoba y Sevilla respectivamente al paso de la comitiva.
Radio España recibía diariamente unas tres mil llamadas telefónicas de personas que deseaban aportar su contribución, entre ellas la duquesa de Alba que se adhirió de forma decidida al proyecto. Fue preciso reclutar un equipo de 50 telefonistas que se encargaron de atender el gran número de llamadas. La prensa de la época publicó la curiosa noticia de que el actor Cantinflas escribió desde México expresando su solidaridad y ofreciéndose a participar en un festival taurino a beneficio de los afectados. El domingo 17 de diciembre de 1961 a las doce de la noche finalizó la última edición del programa en el que participaron entre otros la duquesa de Alba, el marqués de Valdavia, Natalia Figueroa y Sancho Dávila.

## La Caravana
La caravana partió de la plaza de Legazpi de Madrid en la mañana del 18 de diciembre de 1961. Varias miles de personas y diferentes autoridades le dieron la despedida al convoy del que formaban parte 65 camiones ofrecidos por la Comisaría General de Abastecimientos y Transportes y 39 más cedidos por particulares, entre ellos el que en aquel momento se consideraba el camión más grande de España, capaz de transportar 20 toneladas de víveres que habían sido donados por una conocida industria cervecera.
A la largo del trayecto hasta Sevilla se unieron más vehículos, por ejemplo en Valdepeñas en lo que se llamó Operación Vino. Acompañaban a la expedición gran cantidad de turismos en los que viajaban diferentes artistas, como Antonio "El Bailarín", Vicente Parra y Mary Santpere, más de treinta periodistas de diferentes medios y numerosas motos. Abría la comitiva un vehículo con la imagen de María Auxiliadora adornada con flores y tres coches de la guardia civil al mando de un teniente coronel. Radio España realizó el recorrido con una emisora portátil para cubrir la información. Finalmente la caravana estaba compuesta por alrededor de 150 camiones y ocupaba 14 km en la carretera.
La lista de artículos que se transportaron incluía cinco camiones de juguetes, 175 000 kg de patatas, 180 000 docenas de huevos, 1630 kg de turrones y golosinas, 10 000 kg de sardinas y guisantes, 7500 cajetillas de tabaco, 10 000 kg de jabón y detergente, 11 000 kg de lentejas, 5000 kg de alubias y 3 camiones de vino.
En la tarde del 18 se alcanzó Córdoba, donde se celebró un festival en el Gran Teatro organizado por Radio Nacional de España en Sevilla con la colaboración de Radio Córdoba. El día siguiente la comitiva partió de Córdoba a las 8 de la mañana con dirección a Sevilla. Se realizaron paradas en Écija y Carmona donde se había congregado numeroso público para recibir a la caravana.
La llegada a Sevilla tuvo lugar sobre las 14 horas del 20 de diciembre de 1961 según el siguiente recorrido: autopista de San Pablo (actual avenida de Kansas City), calle Luis Montoto, avenida de Menéndez Pelayo y plaza de España, donde se había organizado una recepción por las autoridades que fue suspendida debido al accidente. Los camiones depositaron sus artículos según lo previsto en las Galerías Comerciales del Puerto (víveres), Pabellón de Uruguay de la exposición de 1929 y Guardería de Auxilio Social de Ciudad Jardín (juguetes). Posteriormente la ayuda se distribuyó a los afectados que habían sido previamente censados.